# Département de Deseado
Pour les articles homonymes, voir Deseado.
Le département de Deseado est une des 7 subdivisions de la province de Santa Cruz, en Argentine. Son chef-lieu est la ville de Puerto Deseado.
Le département a une superficie de 63 784 km2. Sa population s'élevait à 107 064 habitants au recensement de 2010, en nette hausse par rapport aux 72 953 habitants recensés en 2001 (source : INDEC).

## Tourisme
- La réserve provinciale Cabo Blanco : nombreux oiseaux et mammifères marins.
- La ría Deseado : grande richesse faunistique - Oiseaux marins et limicoles.

## Villes et localités

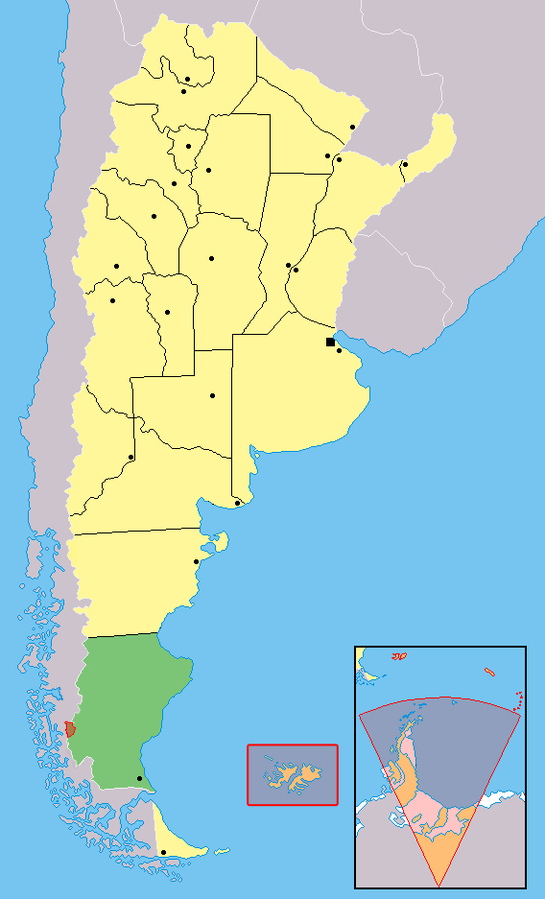
Localisation de la province de Santa Cruz en Argentine

- Bahía Laura
- Caleta Olivia
- Cañadón Seco
- Fitz Roy
- Gobernador Moyano
- Jaramillo
- Koluel Kayke
- Mazaredo
- Pampa Alta
- Puerto Deseado, chef-lieu
- Tellier